# The Imperfect Lover
The Imperfect Lover é um filme mudo britânico de 1921, do gênero drama, dirigido por Walter West e estrelado por Violet Hopson, Stewart Rome e Cameron Carr.

## Elenco
- Violet Hopson - Noreen Grene
- Stewart Rome - Robert Lawne
- Cameron Carr - Capitão Sterne
- Simeon Stuart - Sr. Grene
- Dennis Esmond - Conrad Grene
- Pauline Johnson - Barbara Grene